# هوغو تالافيرا
هوغو تالافيرا (بالإسبانية: Hugo Ricardo Talavera)‏ هو مدرب كرة قدم ولاعب كرة قدم باراغواياني في مركز الوسط، ولد في 31 أكتوبر 1949 في أسونسيون في باراغواي. شارك مع منتخب باراغواي لكرة القدم. أما مع النوادي، فقد لعب مع أوليمبيا أسونسيون وسيرو بورتينيو ونادي غواراني وناسيونال أسونسيون ونيولز أولد بويز.

## وصلات خارجية
- هوغو تالافيرا على موقع الاتحاد الأوربي (الإنجليزية)
- هوغو تالافيرا على موقع قاعدة بيانات كرة القدم.إي يو (الإنجليزية)
- هوغو تالافيرا على موقع ناشيونال فوتبول تيمز (الإنجليزية)